# 小行星1587
小行星1587（1587 Kahrstedt）是一颗围绕太阳公转的小行星。1933年3月25日，卡爾·威廉·萊茵姆特在海德堡发现了此天体。
該小行星以德國天文學家阿爾布萊希特·卡爾斯泰特（Albrecht Kahrstedt）命名。
这颗小行星的绝对星等为97.35466107043565等。